# Каспља (језеро)
Каспља или Каспљанско језеро (рус. Каспля; Касплянское) глацијално је језеро у европском делу Русије, на западу Смоленске области. Језеро се налази у северозападном делу Смоленског рејона, на око 35 км северозападно од града Смоленска, и из њега истиче река Каспља.
Укупна површина језера је 345 хектара, максимална дубина ди 4,5 метара (просечна 2,2 м), а површина сливног подручја 420 км². Субмеридијалног је правца простирања, максималне дужине до 7 км, ширине не веће од 1 км. Његове обале су доста високе и местимично терасасте (јужна обала), док су ниске обале реткост.
Једно кратко време од 1946. до 1961. на језеру је постојала мања брана постављена зарад подизања нивоа воде у језеру и покретања турбина локалне микро-хидроелектране. Некада рибом веома богато језеро данас је заштићено природно добро. На источној обали језера налази се село Каспља.